# Revòlver
|  | Aquest article tracta sobre l'arma de foc. Si cerqueu l'àlbum dels Beatles, vegeu «Revolver». |

Un revòlver és una arma de foc curta de repetició caracteritzat per tenir un tambor on s'allotgen els cartutxos en múltiples recambres. Habitualment els revòlvers moderns tenen tambors amb capacitat per 5 o 6 cartutxos.

## Història

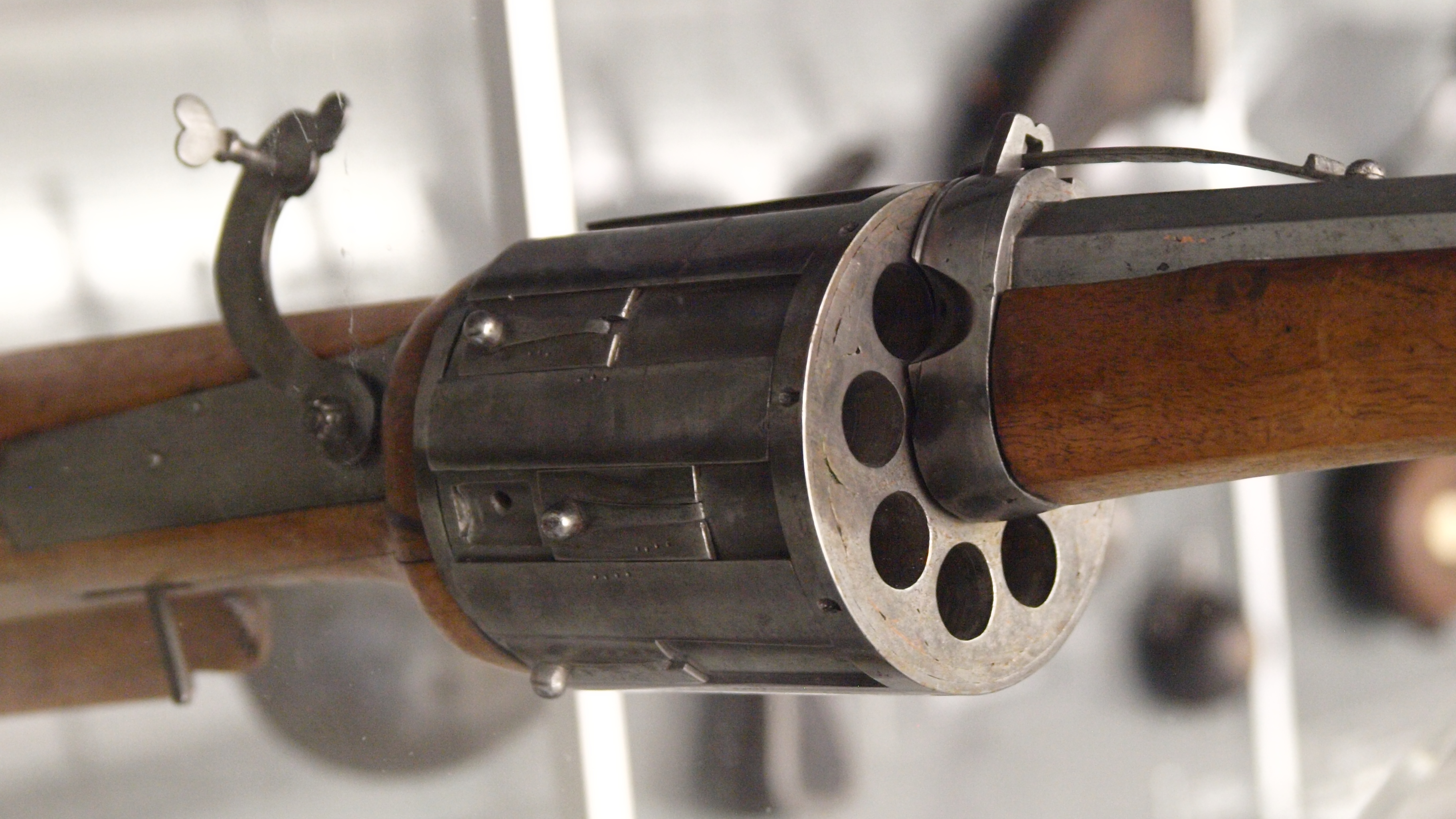
Detall d'una arma revòlver primitiva, de canó llarg i 8 recambres (Alemanya, cap al 1580).

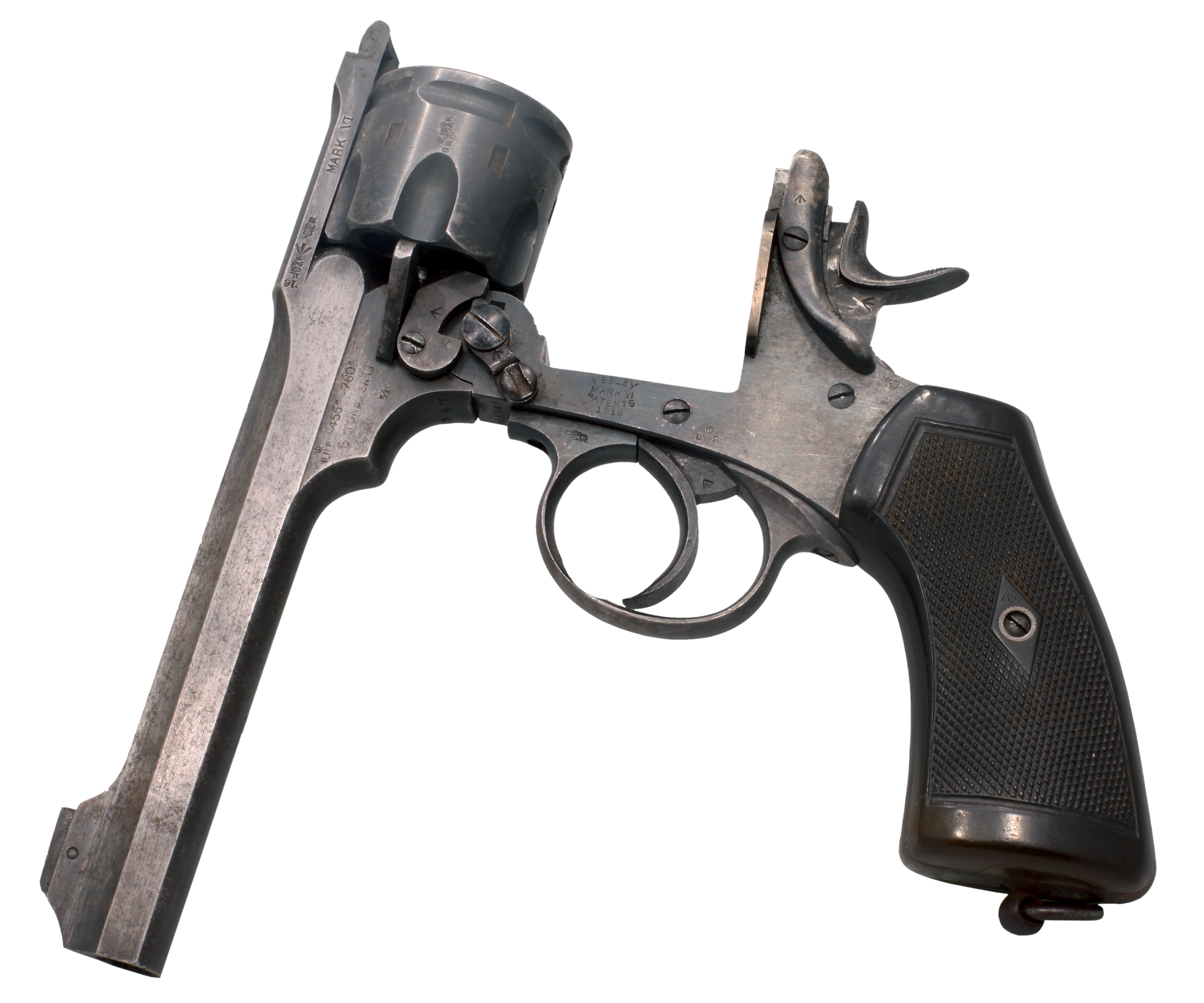
Revòlver britànic Webley & Scott Mk VI obert per a la recàrrega, aquest utilitza un mecanisme semblant al de les escopetes inclinant el canó cap endavant.

Els revòlvers van suposar una notable evolució tecnològica perquè permetia disparar amb rapidesa diverses bales (tantes com capacitat en tingués). Això suposava una clar avantatge respecte a models més antics d'armes curtes com ara pistoles anteriors d'un sol tret o els encara més primitius mosquetó o pedrenyal els quals requerien temps i perícia en cada recàrrega.
Un factor limitant en el desenvolupament de les armes de foc era el llarg temps de recàrrega entre tret i tret. Per resoldre-ho es van idear diverses estratègies, la primera fou dissenyar armes amb múltiples canons que permetien disparar 2 o més cops abans de recarregar. Alguns dissenys van evolucionar tot comptant amb un recambra múltiple (les pistoles "pebrer") i aquestes foren les antecedents dels revòlvers. Així mantenien un recambra múltiple (en aquest cas rotatòria) disparant a través d'un sol canó, cosa que permetia estalviar el pes de múltiples canons.
Els primers exemples d'armes de foc amb mecanismes de revòlver es van construir a Europa a finals del segle xvi. Se'n conserva un exemple a Nuremberg, Alemanya, produït per Hans Stopler l'any 1597. L'inventor anglès James Puckle va patentar el tambor rotatori (amb múltiples recambres) l'any 1718. Es tractava d'una arma pesant, calia trípode, de calibre 30 mm i un tambor amb 11 recambres accionat amb una manovella. Sovint és citada com la primera metralladora, ja que era capaç de disparar fins a 63 trets en 7 minuts, cos espectacular per l'època.
L'any 1836 Samuel Colt va patentar un nou mecanisme de revòlver, aquest juntament amb la qualitat de fabricació de les armes Colt va contribuir a la popularització d'aquesta arma de foc. Segons el mateix inventor es va inspirar en el mecanismes del gigre d'un vaixell aplicant el mateix principi al tambor dels seus revòlvers. Es van establir armeries Colt tant als Estats Units com al Regne Unit i molts tècnics es van formar allà i van influir en el desenvolupament d'aquestes armes durant els següents 50 anys.
Els revòlvers s'han mantingut en ús fins als nostres dies, tot i això en aplicacions policials i militars han estat generalment substituïts per pistoles automàtiques, amb major rapidesa de foc i més capacitat de cartutxos gràcies a l'ús de carregadors.

## Disseny

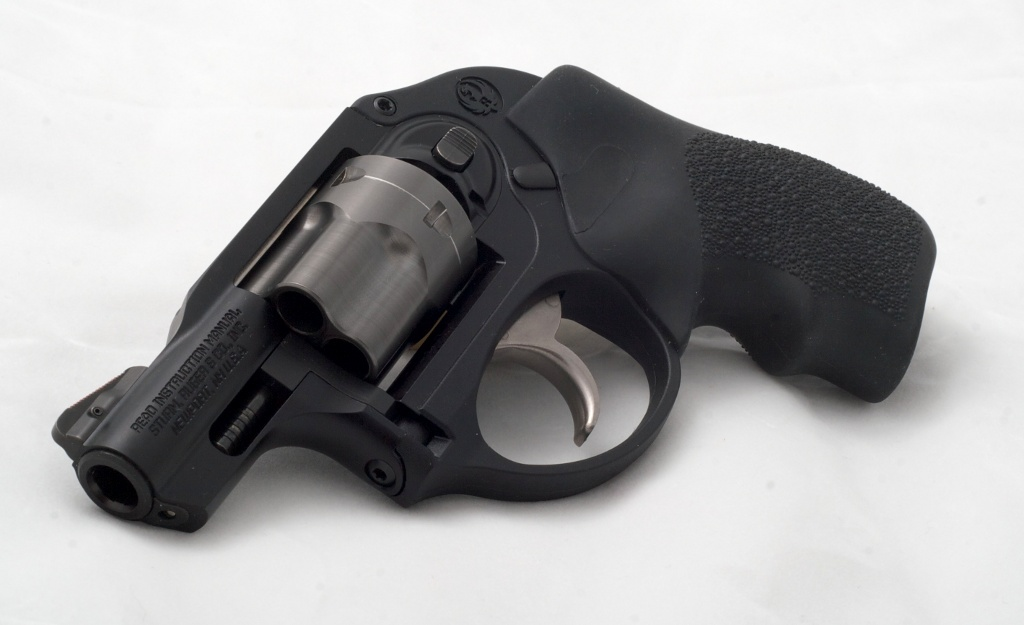
Ruger LCR, un revòlver compacte modern.

Un revòlver compta amb diverses recambres distribuïdes en forma de cercle i per disparar cadascuna d'aquestes recambres s'alinea amb el canó consecutivament. Per contra en altres armes de foc amb múltiples trets, com les de bombament, tenen una sola recambra i un mecanisme que permet carregar i extreure els cartutxos d'aquesta.
En els revòlvers cada recambra s'ha de carregar de forma manual, procediment molt més lent que l'auto-recàrrega de les pistoles semiautomàtiques. Malgrat això, els revòlvers tenen un disseny més senzill, amb major fiabilitat i facilitat d'ús que les pistoles. Així mateix un revòlver es pot mantenir carregat i preparat per l'ús sense fatigar les molles o altres components com en una pistola.

## Acció Simple
El disparador realitza només una acció, alliberar el mecanisme percussor. Requereixen amartellar-se (amb el polze de la mateixa mà o el palmell de la mà contrària a la que empunya l'arma) abans de prémer el disparador. Mantenint pressionat aquest, es poden realitzar trets continuats amb només fer retrocedir fins al límit el martell-percussor (el que fa girar simultàniament al tambor, empenyent l'ungla solidària amb aquest mecanisme) amb el palmell de la mà contrària, sense que arribi a funcionar el trinquet, que alentiria els trets. Característic dels primers revòlvers i d'algunes marques que segueixen el concepte clàssic del revòlver.

## Cultura popular
És una arma que s'associa sovint al Far West degut a la gran profusió de novel·les i pel·lícules ambientades en la conquesta d'aquesta àrea dels Estats Units d'Amèrica.